# Heiber Díaz
Copa Libertadores 
Heiber Eduardo Díaz Tovar (Barquisimeto, Estado Lara, Venezuela; 10 de noviembre de 1984) es un futbolista Venezolano. Juega de delantero y su equipo actual es el ACD Lara de la Primera División de Venezuela.

## Clubes
| Club                     | País      | Año         | Partidos | Goles |
| ------------------------ | --------- | ----------- | -------- | ----- |
| Carabobo FC              | Venezuela | 2006 - 2007 | 3        | 0     |
| Unión Lara SC            | Venezuela | 2007        | 17       | 0     |
| UAM                      | Venezuela | 2008        | 13       | 3     |
| Guaros FC                | Venezuela | 2009        | 6        | 1     |
| Real Esppor              | Venezuela | 2009 - 2010 | 24       | 3     |
| Estudiantes de Mérida FC | Venezuela | 2010        | 14       | 5     |
| Carabobo FC              | Venezuela | 2010 - 2011 | 28       | 14    |
| Petare FC                | Venezuela | 2012 - 2013 | 26       | 7     |
| ACD Lara                 | Venezuela | 2013 - 2016 | 68       | 17    |
| Llaneros EF              | Venezuela | 2016        | 15       | 6     |
| ACD Lara                 | Venezuela | 2017-Act    |          |       |